# Nikolaus Hooff
Johann Nikolaus Franziskus Hooff (* 10. September 1722 in Mudau; † 8. Mai 1785 ebenda; pictor et statuarius ex Mudaw) war ein deutscher Maler und Bildhauer.

## Leben
Nikolaus Hooff entstammt einer alteingesessenen Mudauer Familie. Ein Vorfahre war 1650 Centgraf von Mudau. Sein Vater Hartmann Hooff war Malermeister und seine Mutter Barbara geb. Schwartz stammte aus Reichartshausen. Er schuf im östlichen Odenwald  Altäre, Beichtstühle und Bildstöcke. Im Jahr 1746 heiratet Hooff die Witwe Margarethe Mechler aus Watterbach und nach deren Tod 1749 Maria Klara Nickel aus Weilbach. Aus dieser Ehe gingen acht Kinder hervor, wovon vier im Kleinkinderalter starben.

## Leistungen

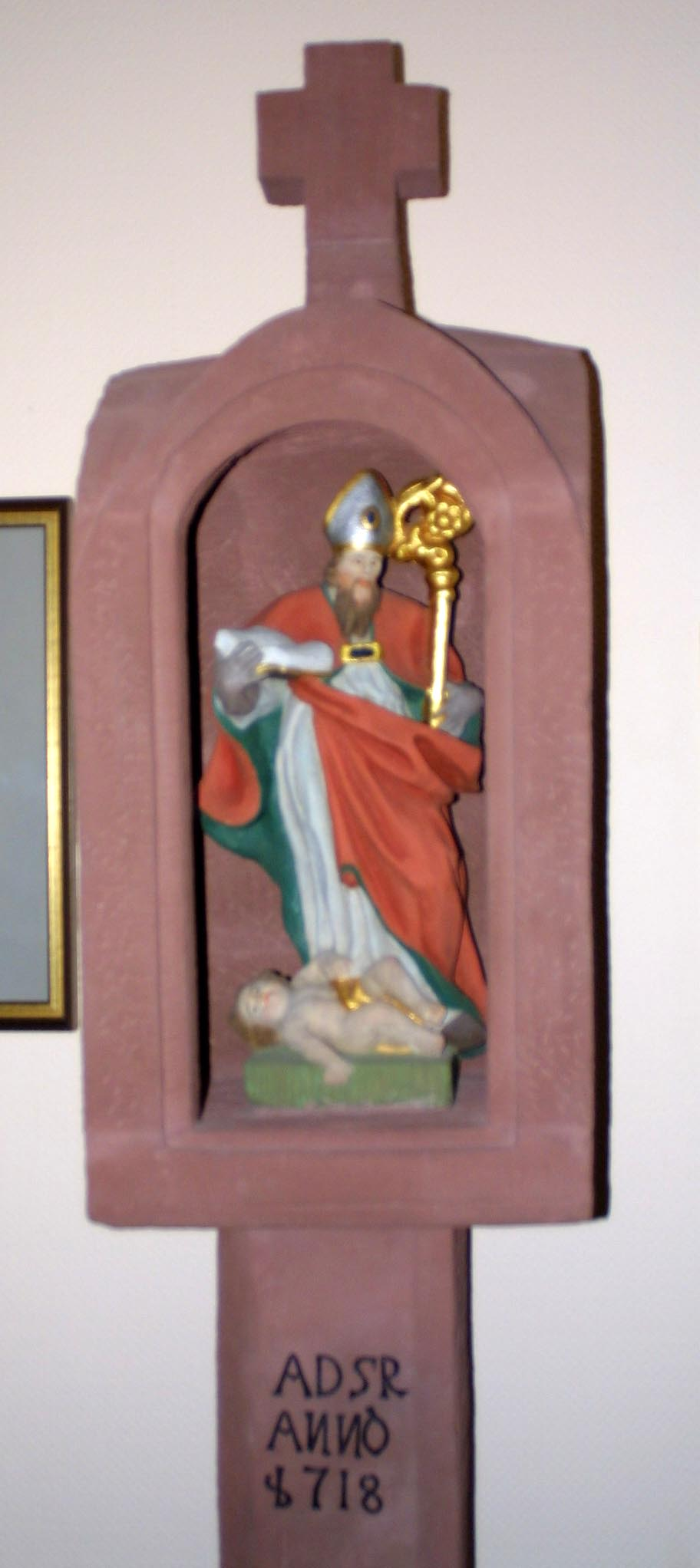
Ehemalige Totenleuchte im Foyer des Rathauses Mudau, Figur vermutlich von Nikolaus Hooff

Möglicherweise Mitarbeit an der 1745 begonnenen Ausmalung der 1742 neu erbauten Benediktiner-Abteikirche Amorbach unter Leitung des Augsburger Malers Matthäus Günther. 1746 erhielt er in Bürgstadt einen eigenen Malauftrag für den Hochaltar der Martinskapelle. Für die Abteikirche des Klosters Amorbach beschnitzte er ab 1757 die Wangen der Laienbänke im Langschiff mit Blumenranken und 1763 die Sonnenuhr auf der südlichen Außenseite. Der größte Auftrag seines Lebens war 1769 die Ausschmückung von vier neuen dreiteiligen Beichtstühlen aus hartem Eichenholz mit Ranken-, Muschel- und Rollwerk. Ein ganzes Jahr arbeitete er daran zusammen mit einem „Gehülffen“. 1803 wurden diese Beichtstühle in die Amorbacher Pfarrkirche versetzt.
Bereits um 1750 hatte Hooff in der Umgebung von Mudau steinerne Bildstöcke geschaffen. Im Rathaus Mudau steht im Foyer eine ehemalige Totenleuchte. Die darin enthaltene Valentinsfigur wird Hooff zugesprochen. Als Besonderheit gilt ein in Mudau noch erhaltener Bildstock: Nikolaus Hooff schuf ihn im Auftrag seines Großvaters.
Nach dem Siebenjährigen Krieg entwickelte sich Hooff zum Bauernmaler und malte Votivbilder und heute noch erhaltene Kreuzweg-Stationen in Schneeberg, Limbach (teilweise durch den Kirchenbrand 2003 zerstört), Hainstadt, Weilbach und in Breitenbach. Aufgrund von Kunstraub sind nur wenige seiner Werke heute noch erhalten.